# Горштак 3: Чаробњак
Горштак 3: Чаробњак (енгл. Highlander III: The Sorcerer) је амерички научнофантастични филм из 1994., који је режирао Ендру Морахан, а у главним улогама су: Кристофер Ламбер, Марио Ван Пиблз, Дебора Кара Ангер и Мако.
Преварен да је освојио награду, Конор Меклауд, бесмртник, се буди из мирног живота и путује у Јапан да би тренирао код јапанског чаробњака Накана. Међутим,  када се закопани бесмртни мађионичар и амбициозни илузиониста Кејн, пробуди, долази да тражи горштака и убија Накана упркос Коноровим напорима да га спасе.

## Радња
Након смрти своје жене Хедер у 16. веку, бесмртни шкотски горштак Конор Меклауд путује у Јапан да учи са бесмртним Наканом, чаробњаком и мајстором илузија. Накано је стари пријатељ покојног учитеља горштака Рамиреза. Меклауд проналази Накано у пећини на планини Нири. Накано учи Меклауда како да рукује катаном која је некада припадала Рамирезу. Такође упозорава на Кејна, злог бесмртника који путује по Азији са два бесмртна послушника по имену Хабул Кан и Сенги Кан. Кејнијеви људи стижу до пећине. Кејн обезглављује Накану, одузимајући му бесмртну енергију убрзања и моћ илузије. Горштак бежи, а Накано се смеје док умире, наводећи да Кејн неће бити присутан током окупљања (када се последњи бесмртници боре) и наговештавајући да је испланирао последњи трик. Ослобађање његове енергије изазива урушавање, заробљавајући Кејна и његове присташе у пећини.
1788. године у Француској, Конор упознаје и заљубљује се у Сару Берингтон, посетиоцу из Енглеске. Током Француске револуције, МекЛауд је ухваћен и осуђен на смрт због издаје француског краља Луја XVI. Његов бесмртни пријатељ Пјер Буше заузима његово место, тврдећи да је уморан од свог бесмртног живота. Верујући да је Конор мртав, Сара се удаје за другог мушкарца. Док је МекЛауд пронађе, открива да она сада има породицу и одлучује да јој дозволи да и даље верује да је он мртав.
1985. одржава се састанак у Њујорку и чини се да је Меклауд последњи преостали бесмртник. Он и његова нова љубав Бренда Вајат селе се у Шкотску и венчавају се. Она је умрла у саобраћајној несрећи 1987. године, али је он преживео без икаквих повреда, што указује да није изгубио бесмртност и да можда није добио награду. До 1994. Конор живи са својим усвојеним сином Џоном у Маракешу. У међувремену, археолог др Александра Џонсон (жена идентична Сари Барингтон) је део тима за ископавање легендарне пећине Накано. Ископавање ослобађа Кејна, који одсеца главу Сенгију да би добио снагу, док његов други војник Хабул одлази да пронађе Конора.
Поново осетивши ослобађање Хестеја, Меклауд схвата да Игра још није готова и схвата да се мора вратити у Њујорк. Меклауд оставља Џона на бригу свом пријатељу Џеку Доновану. Стигавши у Њујорк, Меклауд (поново користи свој стари алиас „Расел Неш“) се суочава са Кабулом и убија га. Поручник њујоршке полиције Џон Стен верује да је Кабулово тело без главе доказ да је убица ловца на главе из 1985. поново на слободи. Он закључује да је убица Расел Неш, који је био осумњичен током првобитног случаја.
Алекс испитује комад килта пронађен у пећини Накано, идентификујући га као огранак породице Меклауд из које је члан клана прогнан због натприродних способности. Након што је сазнао да Расел Неш тврди да је потомак овог огранка клана, Алекс га проналази и постаје сведок његове борбе са Кејном. Борба се завршава када се Меклаудово сечиво разбије (вероватно зато што је њихова борба прешла на свето тло) и Кејн бежи.
Конор се враћа у Шкотско горје да искује још један мач, али не успева. Након што сазна више и закључи да је "Неш" у ствари прогнани Конор Меклауд, још увек жив, Алекс га проналази и даје му челични ингот који је пронашла у Накановој пећини. Конор кује нову катану и признаје да је бесмртан. Конор и Алекс постају љубавници. Меклауд жури на аеродром да дочека свог усвојеног сина Џона, али Кејн, прерушен у Конора, киднапује дечака.
Меклауд упознаје Кејна у старој црквеној мисији у Џерси Ситију и прати га до напуштене електране за њихову последњу битку. После кратке битке, Горштак одрубе главу Кејну и заиста осваја награду, сада поседујући сву моћ сваког бесмртника који је икада живео. Враћа се у Шкотску са Алексом и Џоном да доживи остатак свог природног живота.